# Jennifer Reeder
Pour les articles homonymes, voir Reeder.
Jennifer Reeder, née le 28 novembre 1971 à Columbus, dans l'Ohio (États-Unis), est une artiste cinéaste   et scénariste américaine.

## Biographie
Jennifer Reeder naît en novembre 1971 à Columbus, dans l'Ohio.
Son court métrage A Million Miles Away (de) (2014) a été nommé pour un Tiger Award for Short Films au Festival international du film de Rotterdam et projeté au Sundance Film Festival 2015 dans la catégorie US Short Narrative Films,. En 2003, elle a eu une projection solo au Moderna Museet de Stockholm, en Suède. Elle a reçu une bourse Rockefeller pour les nouveaux médias en 2002 et une bourse Creative Capital en 2015 pour soutenir la production de son premier long métrage expérimental, Knives and Skin,. Elle a remporté une bourse SFFILM Rainin 2018-2019 pour l'écriture de scénario et a été récipiendaire en 2019 de la résidence Alpert Film Award à la colonie MacDowell. En 2021, elle a reçu une bourse d'études des United States Artists (USA).
Jennifer Reeder s'est fait remarquer au début de sa carrière pour sa performance et son travail vidéo sous le nom de « White Trash Girl », une identité fictive à travers laquelle l'artiste a exploré la culture blanche à faible revenu aux États-Unis. Interviewée par l'écrivain et professeur à l'Université Northwestern Laura Kipnis pour l'anthologie White Trash: Race and Class in America, Jennifer Reeder a déclaré que le White Trash "décrit une certaine esthétique, mais je pense que c'est aussi une situation socio-économique et une façon de percevoir le monde qui nous entoure". et votre propre place dans le monde. Ses films les plus récents explorent la vie des adolescentes et leur utilisation de la musique, de l'argot et de la mode pour exprimer leur identité et les aspects de leur monde émotionnel,.
Ses films ont été projetés à la Biennale de Whitney, au Festival vidéo de New York, à la Kunsthalle Exnergasse à Vienne, en Autriche, au Centre cinématographique Gene Siskel, au Centre des Arts Yerba Buena à San Francisco, au Centre d'art contemporain PS1, au Centre Wexner pour les Arts, au Chicago Underground Film Festival (en), au Criterion Channel et à la 48e Biennale internationale de Venise.
Jennifer Reeder enseigne actuellement à l'École d'art et d'histoire de l'art de l'Université de l'Illinois à Chicago et occupe le poste de professeur agrégé Moving Image,. Elle est la fondatrice du groupe de justice sociale Tracers Book Club, qui se concentre sur les questions féministes. Jennifer Reeder a reçu un MFA de la School of the Art Institute of Chicago en 1996 et était représentée par l'Andrew Rafacz Gallery à Chicago, Illinois.

## Films
- 1995 : White Trash Girl
- 2006 : The Heart and Other Small Shapes
- 2007 : Claim  (video short)
- 2008 : Accidents at Home and How They Happen
- 2010 : Seven Songs About Thunder
- 2010 : Tears Cannot Restore Her; Therefore I Weep
- 2011 : And I Will Rise If Only to Hold You Down
- 2013 : Girls Love Horses
- 2014 : A Million Miles Away (de)
- 2015 : Crystal Lake
- 2015 : Blood Below the Skin
- 2017 : Signature Move
- 2017 : All Small Bodies
- 2017 : Shuvit (en)
- 2019 : Knives and Skin (en)
- 2021 : V/H/S 94 (segment « Holy Hell »)
- 2022 : Night's End (en)
- 2023 : Perpetrator (en)

## Récompenses et distinctions
- (en) Jennifer Reeder: Awards, sur l'Internet Movie Database